# Breda jovialis
Breda jovialis là một loài nhện trong họ Salticidae.
Loài này thuộc chi Breda. Breda jovialis được Ludwig Carl Christian Koch miêu tả năm 1879.